# Estienne Roger
Estienne Roger (Caen, 1665 – Amszterdam, 1722. július 7.) Hollandiában működő frankofón nyomdász, könyvkereskedő és kottakiadó.

## Életpályája
Estienne Roger francia hugenottaként született. A nantes-i ediktum 1685-ös visszavonása miatt családjával együtt Hollandiába menekült, ahol Amszterdamban telepedett le. 1691-ben feleségül vette Marie-Suzanne de Magneville-t (1671-1712 körül); apja ekkorra már Angliában telepedett le. A nyomdászmesterséget Antoine Pointeltől és Jean-Louis de Lorme-tól tanulta ki. 1696-ban megnyitotta saját üzletét a Kalverstraatban.
Estienne Roger történetekre, nyelvtanokra és szótárakra koncentrált, s végül kották neves kiadója lett. 1696 és 1722 között több mint 500 kiadványt jelentetett meg a legkülönbözőbb zeneszerzők által írt kottákból. Néhány esetben Roger pusztán reprinteket kínált, amelyek az általa sikeresen elért európai piacot célozták meg (olyan műveket, amelyeket Giuseppe Sala adott ki Velencében vagy Ballard Párizsban). Saját kiadványait különösen Pierre Mortier Amszterdamban és John Walsh Londonban nyomtatta újra. A „komoly”, vagy ahogy ma neveznénk, klasszikus zene mellett népszerű zenét is kiadott, például az 1700–1716 között megjelent Oude en Nieuwe Hollantse Boerenlietjes en Contradansen című köteteit.
1711-ben kiadta Vivaldi Opus 3 L'estro armonico című, 12 versenyműből álló gyűjteményét egy-, két- és négyvonós hegedűre. 1714-ben posztumusz kiadta Arcangelo Corelli Concerti Grossi című művét, amelynek másodlagos címlapját Gilliam van der Gouwen metszette Francesco Trevisani itáliai festőművész tervei alapján.
Roger híres volt jó ízléséről és szorgalmáról, valamint arról, hogy nagy példányszámú kiadásokat tudott eladni, amelyeket Nyugat-Európában hirdetett meg. Rotterdam, Brüsszel, Liège, Párizs, Köln, Lipcse, Halle (Saale), Berlin, Hamburg és London kereskedelmi kapcsolatai biztosították a nemzetközi megjelenést. Az európai piacot markánsan uralta, olyan kiadástörténetekkel, mint amilyeneket Constantin de Renneville Francia inkvizíciójának tudott biztosítani. Az általa 1715-ben forgalmazott kiadást még abban az évben újranyomták Londonban és Nürnbergben, ami azt bizonyítja, hogy példányai heteken belül mindkét városban eljutottak az olvasókhoz.

## Halála után
1716-ban Roger lánya, Françoise (1694–1723) férjhez ment Michel-Charles Le Cène nyomdászhoz, apja, Charles Le Cène neves hugenotta lelkész volt, aki 1720-ig, saját vállalkozásának megnyitásáig dolgozott a boltban. Roger második lánya, Jeanne (1701–1722) volt Roger hivatalos örököse, amikor Roger 1722. július 7-én meghalt. Már 1722 előtt néhányszor kiadói feladatokat látott el. Mindössze öt hónappal apja után hunyt el.
Ahelyett, hogy a boltot nővére, Françoise és annak férje, Le Cène kezébe adta volna, Jeanne a cég alkalmazottjára, Gerrit Drinkmanra hagyta, aki viszont már néhány hónappal később meghalt. Le Cène végül megszerezte az üzletet, és 1743-ban bekövetkezett haláláig folytatta fő tevékenységét, a zeneműkiadást, több mint 100 új kiadvánnyal. A leltárt ekkor vásárolta meg Emanuel-Jean de la Coste könyvkereskedő (fl. 1743–1746), aki nem sokkal később egy teljes katalógust tett közzé „az Estienne Roger és Michel-Charles Le Cène által Amszterdamban nyomtatott zenei könyvek” címmel. De la Coste nem folytatta a nyomdaipari tevékenységet. 1746-ban eladta az üzletet Antoine Chareau-nak, aki korábban Le Cène-nek dolgozott. 1748-ban az üzlet végül megszűnt.

## Fordítás
- Ez a szócikk részben vagy egészben  az   Estienne Roger című angol Wikipédia-szócikk fordításán alapul.  Az eredeti cikk szerkesztőit annak laptörténete sorolja fel. Ez a jelzés csupán a megfogalmazás eredetét és a szerzői jogokat jelzi, nem szolgál a cikkben szereplő információk forrásmegjelöléseként.